# Disciples II: Dark Prophecy
A Disciples II: Dark Prophecy egy 2002-ben megjelent körökre osztott stratégiai játék, melyet a Strategy First fejlesztett és adott ki. Közvetlen folytatása az 1999-ben megjelent Disciples: Sacred Lands című játéknak, amelyet eladások és népszerűség terén is túlszárnyalt. Több kiegészítő is megjelent hozzá, a 2003-ban megjelent  "Guardians of the Light" és a "Servants of the Dark" a jó és a rossz oldalhoz tartozó frakciók kampányait tartalmazta, az ugyanebben az évben kiadott "Rise of the Elves" a tündék frakcióját mutatta be. 2005-ben "Gallean's Return" címmel újra megjelent az első két kiegészítővel egybecsomagolt változat, ma a legtöbb online játékáruházban ezt a változatot lehet kapni.
Folytatása 2010-ben készült el Disciples III: Renaissance címmel. Tervezték Nintendo DS-re is portolni, de elvetették. Magyarországon a Gamer Magazin 2003 júniusában teljes játékként jelentette meg.

## Játékmenet
Akárcsak az első epizód, ez is a fiktív mitikus Nevendaar világában játszódik. A történet négy frakció szinte állandósult háborúskodását járja körül. Ezek a következők: az emberek alkotta Birodalom, a törpök Hegyi Klánjai, a démoni Kárhozottak Légiója, és az Élőhalott Hordák. Néhány semleges csoportosulás is bekerült, mint a nerfolk, a Zöldbőrűek, vagy éppen a tündék (akik a "Rise of the Elves" kiegészítőben önálló frakció lettek).
A játékmenet három fő részből áll: fel kell fejleszteni a fővárost, hogy hősöket képezhessünk ki és varázslatokat szerezzünk be, továbbá hadsereget verbuváljunk; hőseink felhasználásával kalandozunk a térképen, biztosítva a nyersanyag-utánpótlást, valamint csatákban kell összemérnünk az erőnket másokkal.
Minden játszható frakció fővárosát egy elképesztően erős lény őrzi, ami azt jelenti, hogy hacsak nincs egy nagyon erős hősünk, gyakorlatilag képtelenség a pályákon kiiktatni teljes egészében az ellenfelet. Egyedül a fővárosban építhetjük fel az épületeinket, a többi várat legfeljebb megerősíthetjük ellenséges támadások esetére. A csatákban, ellentétben a Heroes of Might and Magic sorozattal, nem komplett hadseregek, hanem alig pár lényből álló csapatok mérkőzhetnek meg. Ezekből egy csapaton belül legfeljebb öt lehet, azzal a megkötéssel, hogy egyes lények két helyet foglalnak. A lények helyzete a csatatéren statikus. Ha győztünk, a győzelem mértékének megfelelő mennyiségű tapasztalati pontot kapnak a lények, akik toborzásukkor mindig a legalacsonyabb szintről indulnak. Szintlépéskor viszont eggyel fejlettebb lénnyé alakulnak át, amelyet egy fejlesztési fa segítségével mi befolyásolhatunk. Ez azt is jelenti, hogy időnként választanunk kell, mivé szeretnénk továbbképezni harcosainkat, s a választás végleges. Ha egy lény tudna még hova fejlődni, nem kap tapasztalati pontot egészen addig, míg az épülete továbbfejlesztéséről nem gondoskodtunk. A legutolsó szint után nincs továbbfejlődés, csak egyre erősebb lények.
Három különböző osztály közül választhatunk a kampány elején: harcos, mágus, avagy céhmester. Mindegyiküknek megvan a maga előnye és hátránya is. Ehhez képest választhatunk még további ötféle hősből: harcos, mágus, kósza, karóvivő, vagy tolvaj. Az első három vezeti a csapatokat csatába, a negyedik a pályán kalandozva letűzhet egy karót, amivel biztosíthatjuk magunknak az adott nyersanyagot (ugyanis nem kell a bányákat elfoglalni, azok automatikusan annak termelik a nyersanyagot, akinek a földjén állnak, s minden frakciónak saját, terjeszkedő földje van). A tolvajok lopni, szabotálni, illetve hátbatámadni tudnak, cserébe elég gyengék.
Varázsolni a csatatéren kívül tudunk, manna felhasználásával, ami a fejlesztéshez is kell. Négyféle manna van: élet, rúna, halál és pokoli, az ötödik (liget) a "Rise of the Elves" kiegészítőben jelent meg. A fajok varázslatai alapvetően a hozzájuk társítható manna mennyiségén múlnak (pl. a Birodalom az életmannához kötött), de van, amihez többféle is kell. Körönként egyetlen varázslatot fejleszthetünk ki és csak egyszer varázsolhatunk (kivéve mágus karakterrel, mert azzal kétszer is). Egyjátékos kampányban egyik hősünket és öt összegyűjtött varázstárgyat átvihetünk a következő pályára.

## Cselekmény
Tíz évvel járunk az első rész történései után. A Birodalom az összeomlás szélén áll. Demosthene császár egyre csak gyengül, mióta meghalt a felesége és eltűnt Uther, a fia. A nemesek, akik a birodalom összeomlását vízionálják, a saját szakállukra seregeket kezdenek el toborozni, hogy átvegyék a hatalmat. Sokan támogatják a karizmatikus Hubert de Layle-t, aki nyíltan Demosthene ellen van. A játékos feladata Demosthene védelmében fellépve megvédeni a birodalom egységét.
Eközben Mortis, aki élőhalott seregeivel az előző részben megbosszulta szerelme, Gallean halálát, most arra vár, hogy Gallean ismét feltámadjon. Ez azonban rengeteg időbe telik, Mortisnak pedig sosem volt erőssége a türelem. Így aztán most azért küldi ki csapatait, hogy segítsenek Gallean feltámasztásában.
A Hegyi Klánok Nagykirálya, Sturmir Thunderhammer halála óta is tíz év telt el, jobbára békében. Az élőhalottak támadásai óta eltökéltebbek, mint valaha, hogy elsajátítsák a régi rúnák tudását. Azt azonban nem is sejtik, hogy ezzel egy, még az élőhalottaknál is nagyobb veszedelmet hoznak magukra.
Miután legutóbb a démonok nem jártak sikerrel Bethrezen kiszabadítását illetően, új tervet ötlenek ki. Különféle szekták és kultuszok képében tartják életben a sötét erőket, majd Bethrezen megszállja Uther testét s végül egy erős démonná alakul, hogy így szabaduljon rá a világra.
A tündék, mint ötödik frakció, úgy döntenek, saját istenük visszatérését követően, hogy visszaszerzik azt, ami valaha az övék volt. 

## Fogadtatás
Maga az alapjáték és a "Rise of the Elves" kiegészítő jó kritikákat kapott, a "Guardians of the Light" átlagos, a "Servants of the Dark" vegyes értékeléseket.

## Fordítás
Ez a szócikk részben vagy egészben  a   Disciples II: Dark Prophecy című angol Wikipédia-szócikk ezen változatának fordításán alapul.  Az eredeti cikk szerkesztőit annak laptörténete sorolja fel. Ez a jelzés csupán a megfogalmazás eredetét és a szerzői jogokat jelzi, nem szolgál a cikkben szereplő információk forrásmegjelöléseként.